# Kader Khan
Kader Khan (Kabul, 22 ottobre 1937 – Toronto, 31 dicembre 2018) è stato un attore e sceneggiatore indiano naturalizzato canadese.

## Premi
- Filmfare Awards
  - 1982: "Best Dialogue"
  - 1991: "Best Comedian"
  - 1993: "Best Dialogue"
- Screen Awards
  - 1996: "Best Comedian"
- Padma Shri (2019; postumo)